# Président de la république d'Ouganda
Le président de la république d'Ouganda (en anglais : President of the Republic of Uganda) est le chef de l'État et de gouvernement de l'Ouganda. Le président dirige le pouvoir exécutif du gouvernement ougandais et est le commandant en chef de la force de défense du peuple ougandais.
Ses compétences politiques et institutionnelles sont régies par la constitution.

## Historique
Après l'indépendance, l'Ouganda devient pendant un an un royaume du Commonwealth, avec la reine Élisabeth II comme chef de l'État. La république est proclamée le 9 octobre 1963. Le poste de président de la République est constitutionnellement faible, à l'image du rôle de la reine durant la période monarchique. Le Premier ministre est le vrai détenteur du pouvoir.
Le premier président de la république d'Ouganda est le roi Mutesa II du Bouganda qui accède à ce poste grâce à la force électorale du parti monarchiste Kebaka Yekka. En 1966, le Premier ministre Milton Obote suspend la Constitution ougandaise et se proclame en plus président de la République, tout en gardant son poste de Premier ministre. Il va faire de la présidence le centre du pouvoir politique ougandais.

## Système électoral
Le président de l'Ouganda est élu au scrutin uninominal majoritaire à deux tours pour un mandat de cinq ans, sans limitation du nombre de mandat. Est élu le candidat ayant obtenu la majorité absolue des suffrages exprimés au premier tour. À défaut, un second tour est organisé entre les deux candidats ayant obtenu le plus grand nombre de suffrages, et celui qui arrive en tête est déclaré élu. Jusqu'en 2005 le nombre de mandats était limité à deux, consécutifs ou non. L'âge maximum des candidats était limité à 75 ans avant la suppression de cette clause en 2017,.